# Al treilea Ev
Al treilea Ev este o perioadă fictivă de timp ce apare în romanul lui J. R. R. Tolkien, Stăpânul Inelelor. A durat 3021 de ani, începând cu prima cădere a lui Sauron.